# Charles Vancouver Piper
Charles Vancouver Piper (Victoria,  Colúmbia Britânica, 16 de junho de 1867 — Washington D.C., 11 de fevereiro de 1926) foi um botânico norte-americano.